# Трубачёв, Юрий Викторович
Юрий Викторович Трубачёв (род. 9 марта 1983, Череповец) — российский хоккеист, нападающий. Тренер.

## Карьера
Воспитанник череповецкого хоккея. Начал профессиональную карьеру в 2000 году в составе СКА, выступая до этого за фарм-клуб череповецкой «Северстали». В следующем году на драфте НХЛ был выбран в 5 раунде под общим 164 номером клубом «Калгари Флэймз». В 2001 году вернулся в Череповец. На протяжении 8 сезонов являлся одним из лидеров «Северстали», став за это время рекордсменом клуба по числу сыгранных матчей, по количеству шайб, передач, набранных очков и штрафных минут.
В 2009 году Трубачёв вернулся в Санкт-Петербург. В составе клуба провёл 60 матчей, в которых набрал 21 (9+12) очко. 24 сентября 2010 года в результате обмена на Михаила Жукова Трубачёв снова стал игроком череповецкого клуба. В родном клубе за оставшуюся часть сезона 2010/11 набрал 21 (6+15) очко в 51 проведённом матче.
8 июня 2011 года заключил трёхлетнее соглашение с уфимским «Салаватом Юлаевым». 4 апреля 2013 года клуб расторг контракт по обоюдному согласию. 30 мая Трубачев заключил контракт на два года с «Атлантом». 10 июля 2014 года было объявлено о том, что «Атлант» разорвал контракт по взаимному согласию сторон. 30 сентября «Северсталь» подписала контракт с Трубачёвым. Уже в первом матче с «Адмиралом» 2 октября Трубачёв набрал 2 (0+2) очка и вернулся на первое место в списке лучших бомбардиров клуба в высшей лиге, обогнав Вадима Шипачёва.

### В сборной
В составе сборной России Юрий Трубачёв дважды становился чемпионом мира среди молодёжи. На чемпионате мира 2003 года являлся капитаном сборной России, а также стал автором «золотой» шайбы в финале. Обладатель золотой и серебряной медали юниорских чемпионатов мира. Под знамёна главной сборной призывался для участия в матчах Еврохоккейтура в сезоне 2010/11.

## Достижения
- Чемпион мира среди молодёжных команд (2): 2002, 2003.
- Чемпион мира среди юниоров 2001.
- Серебряный призёр юниорского чемпионата мира 2000.
- Серебряный призёр чемпионата России 2003.

## Статистика
| Легенда | Легенда                    | Легенда | Легенда                   | Легенда | Легенда    |
| ------- | -------------------------- | ------- | ------------------------- | ------- | ---------- |
| И       | Количество проведённых игр | Штр     | Штрафное время            | +/−     | Плюс-минус |
| Г       | Голы                       | П       | Голевые передачи          | О       | Очки       |
| -       | Статистика неизвестна      | —       | Статистика не учитывалась |         |            |

### Клубная карьера
- a В этом сезоне в «Плей-офф» учитывается статистика игрока в Кубке Надежды.